# コパ・ドス・カンピオンイス
コパ・ドス・カンピオンイス（Copa dos Campeões）は、2000年から2002年までブラジルで毎年開催されていた全国レベルのサッカー大会である。各地域ごとのカップ戦に優勝したクラブが参加した。優勝クラブには翌年のコパ・リベルタドーレス出場権が与えられた。
コパ・ド・ブラジルと同じように地区カップ戦の上位チームで争われる大会だったが、コパ・ド・ブラジルが全26州+ブラジリア首都連邦直轄区で争われる州リーグ戦の優勝チームで争われるのに対し、本大会（コパ・ドス・カンピオンイス）の出場クラブは、以下に並べる地域レベルのカップ戦の成績に応じて決まった。
- カンピオナート・ド・ノルデステ - 東北部のクラブによる大会
- コパ・セントロオエステ - 中西部のクラブによる大会
- コパ・ノルテ - 北部のクラブによる大会
- コパ・スル＝ミナス - 南部とミナスジェライス州のクラブによる大会
- トルネイオ・リオ＝サンパウロ - リオデジャネイロ州とサンパウロ州のクラブによる大会

## フォーマット
2000年と2001年は8クラブが参加。トーナメントはノックアウト方式で行われ、2試合の合計得点で上回ったチームが次のラウンドに勝ち抜きとなる。コパ・セントロ＝オエステとコパ・ノルテの優勝クラブ、カンピオナート・ド・ノルデステの準優勝クラブは、まずトリアングラル (triangular) と呼ばれる3チーム総当りの予備戦に参加し、そこから上位2チームがコパ・ドス・カンピオンイスの1回戦に進んだ。
2002年大会は16クラブが参加。1回戦では4チームずつ4グループへと分けて2回総当たり戦を行い、各組の上位2チームが準々決勝に進んだ。準々決勝と準決勝は1試合、決勝は2試合制で行われた。試合はすべて北東部および北部の都市で開催された。

## 優勝クラブ
| 2000 詳細 | パルメイラス | 2 – 1                   | スポルチ   | フラメンゴ   | サンパウロ |
| 2001 詳細 | フラメンゴ   | 5 – 3 2 – 3             | サンパウロ | クルゼイロ   | コリチーバ |
| 2002 詳細 | パイサンドゥ | 1 – 2 4 – 3 (pen) 3 – 0 | クルゼイロ | パルメイラス | フラメンゴ |